# Östergötlands runinskrifter 82
Runinskrift Ög 82 är en runsten som nu står vid prästgården i Högby, Högby socken och Mjölby kommun, Göstrings härad i Östergötland.

## Stenen
Stenen har ursprungligen stått i den forna byn Högby, (hugbu), vilket framgår av den ägobetecknade stenens text. Därefter har den blivit inbyggd i sockenkyrkan, glömdes bort och återupptäcktes först vid rivningen av Högby gamla kyrka 1874. Materialet är granit, höjden 120 cm, bredden 60 cm och tjockleken 20 cm. Ornamentiken visar upp ett kristet kors som är inramat av en rak bandslinga. Den från runor översatta inskriften följer nedan:

## Inskriften
Runsvenska: þurkil (r)(i)-- ---- (þ)(a)s(i) (i)ftiR * uint * tusta * sun * iaR * ati * hugbu
Normaliserad: Þorkell ræi[st](?) ... þannsi æftiR Øyvind, Tosta sun, eR ati Høgby.
Nusvenska: "Torkel ristade denna sten efter Övind, Tostes son, som ägde Högby."